# М'їчина
М'їчина (бірм. မ ္ ရစ္ က ္ ရိး နား မ ္ ရုိ့ MLCTS: mrac kri: na: mrui.) — місто в М'янмі, столиця штату Качин, знаходиться за 800 км від Мандалая. 
Населення становить близько 150 000 чоловік. Релігії — християнство і буддизм. Меншини сповідують індуїзм, іслам, анімізм. Для відвідин міста іноземцями потрібен спеціальний дозвіл.

## Географія
Назва міста означає «біля великої річки», мається на увазі річка Іраваді. Тут знаходиться найпівнічніший річковий порт і залізничний вокзал. Населення змішане — качини, шани, бірманці, китайці і індійці. В околиці міста знаходяться плантації рису, найкращого сорту і високої врожайності.
У місті поширені качинська і бірманська мови.
У М'їчині є два великих базари, університет, коледж, контрольовані урядом комп'ютерні установи та багато приватних навчальних закладів і буддійських шкіл.

### Клімат
Місто знаходиться у зоні, котра характеризується вологим субтропічним кліматом. Найтепліший місяць — травень із середньою температурою 27.2 °C (81 °F). Найхолодніший місяць — січень, із середньою температурою 16.7 °С (62 °F).
| Клімат М'їчини          | Клімат М'їчини | Клімат М'їчини | Клімат М'їчини | Клімат М'їчини | Клімат М'їчини | Клімат М'їчини | Клімат М'їчини | Клімат М'їчини | Клімат М'їчини | Клімат М'їчини | Клімат М'їчини | Клімат М'їчини | Клімат М'їчини |
| Показник                | Січ.           | Лют.           | Бер.           | Квіт.          | Трав.          | Черв.          | Лип.           | Серп.          | Вер.           | Жовт.          | Лист.          | Груд.          | Рік            |
| Абсолютний максимум, °C | 36             | 36             | 37             | 41             | 43             | 38             | 37             | 37             | 37             | 36             | 36             | 30             | 43             |
| Середній максимум, °C   | 23             | 25             | 30             | 32             | 32             | 31             | 30             | 30             | 31             | 30             | 27             | 24             | 28             |
| Середня температура, °C | 16             | 18             | 23             | 26             | 27             | 27             | 27             | 27             | 27             | 25             | 21             | 17             | 23             |
| Середній мінімум, °C    | 10             | 12             | 16             | 20             | 22             | 23             | 24             | 24             | 23             | 21             | 16             | 11             | 18             |
| Абсолютний мінімум, °C  | 4              | 7              | 8              | 12             | 14             | 15             | 17             | 20             | 18             | 14             | 8              | 4              | 4              |
| Норма опадів, мм        | 10             | 20             | 20             | 40             | 160            | 480            | 470            | 430            | 250            | 180            | 30             | 10             | 2140           |
| Днів з дощем            | 0              | 1              | 2              | 3              | 5              | 20             | 20             | 19             | 12             | 10             | 4              | 1              | 102            |
| Вологість повітря, %    | 75             | 72             | 66             | 62             | 70             | 83             | 86             | 88             | 84             | 86             | 82             | 80             | 78             |
| ----------------------- | -------------- | -------------- | -------------- | -------------- | -------------- | -------------- | -------------- | -------------- | -------------- | -------------- | -------------- | -------------- | -------------- |
| Джерело: Weatherbase    |                |                |                |                |                |                |                |                |                |                |                |                |                |

## Історія
Під час Другої світової війни місто переходило з рук в руки, за нього боролися японські і китайські війська, у результаті місто зайняли союзники під проводом генерала Джозефа Стілвелла. Місто мало стратегічне значення як транспортний вузол.

## Навчальні заклади
- М'їчинський технологічний університет
- М'їчинський університет
- Качинський теологічний коледж